# Sucháň
Sucháň je obec v okrese Veľký Krtíš v Banskobystrickém kraji na Slovensku ležící v centrální části Krupinské planiny. Žije zde 259 obyvatel.
První písemná zmínka o obci pochází z roku 1349. V obci se nachází opevněný renesanční evangelický kostel z roku 1530.